# Saprinus aeneus
Saprinus aeneus är en skalbaggsart som först beskrevs av Fabricius 1775.  Saprinus aeneus ingår i släktet Saprinus och familjen stumpbaggar. Enligt den finländska rödlistan är arten nära hotad i Finland. Arten är reproducerande i Sverige. Artens livsmiljö är torra gräsmarker. Inga underarter finns listade i Catalogue of Life.